# Лепковский, Евгений Аркадьевич
Евгений Аркадьевич Лепковский (1866—1939) — русский и советский театральный актёр и режиссёр, Народный артист РСФСР (1939).

## Биография
Родился в 1866 году.
Свою сценическую деятельность начал в 1884 года в Вологодском театре. До 1901 года играл в городах российской провинции: Омске, Самаре, Саратове, Астрахани, Харькове. В 1901—1902 годах был актёром МХТ, в 1902—1905 годах — театра Соловцова в Киеве, затем в антрепризе В. И. Никулина в Одессе, а также в театрах Казани и Саратова.
В 1909—1917 годах актёр Малого театра в Москве.  Как режиссёр поставил «Роман тёти Ани» С. Найдёнова (премьера — 5 ноября 1912 года, в роли Карповны — Евдокия Турчанинова).
В начале 1920-х годов Лепковский жил в Абхазии. С 1924 года снова в Москве — работал в театре Московского областного совета профсоюзов. Снимался в кино. Также вёл преподавательскую деятельность. Среди его воспитанников — будущий Народный артист СССР Владимир Зельдин.
Жил в Москве в Армянском переулке, 8. 
Умер 17 апреля 1939 года в Москве. Похоронен на Новодевичьем кладбище. Вместе с Е. А. Лепковским похоронена его жена — Лепковская Александра Николаевна (1868—1941), артистка.

## Творчество

### Фильмография
- 1924 — «Красный тыл» — Манн / Крафт (тюремный врач / руководитель МОПР)
- 1924 — «Из искры пламя» — князь Салтыков
- 1926 — «Беня Крик» — банкир Рувим Тартаковский
- 1927 — «Рейс мистера Ллойда» — мистер Ллойд